# Noisy-le-Grand
Noisy-le-Grand là một xã trong vùng đô thị Paris, thuộc tỉnh Seine-Saint-Denis, vùng hành chính Île-de-France của nước Pháp, có dân số là 63 106 người (thời điểm 2008).